# 逆行射精
逆行射精（英語：Retrograde ejaculation）指的是在正常性交過程中，男性在有射精的感覺和動作后，精液沒有正常從尿道射出，反而逆行射入膀胱的一種疾病。由於射精過程由膀胱頸括約肌控制，因此逆行射精可能與括約肌的虛弱或神經控制異常有關。此外，逆行射精也有可能與射精管梗阻、經尿道前列腺切除術有聯繫。
逆行射精常常與所謂的“無射精高潮”聯繫在一起，是男性不育的原因之一。

## 病因
膀胱頸括約肌相關的逆行射精大致可分為自主神經系統功能紊亂及前列腺問題這兩類，高血壓、良性前列腺增生（包括治療此病使用的坦索羅辛）、情緒病、前列腺手術和神經損傷都可能會造成逆行射精。據統計，其中膀胱頸手術是十分之一的逆行射精的病因。此外的常見病因還有服用安定藥和抗抑鬱劑，不過大多數病人在停止服藥后逆行射精的問題就會自動解決。

## 治療
逆行射精的治療取決於具體病因，直接作用於逆行射精的藥物只有很少的案例中才會用到，此外手術也很少使用。

## 外部連結
- Sexual Medicine Society of North America's website: SexHealthMatters.org